# فوفو (بازیکن فوتبال)
فوفو (انگلیسی: Fofo؛ زادهٔ ۲ مارس ۱۹۹۰) بازیکن فوتبال اهل اسپانیا است.
از باشگاه‌هایی که در آن بازی کرده‌است می‌توان به باشگاه فوتبال پومفرادینا و باشگاه ورزشی رئال مایورکا اشاره کرد.